# 美国第一夫人列表
美国第一夫人是白宮的女主人，按傳統由美国总统的妻子擔任；除非總統本人單身或妻子已逝世，或總統夫人無法履行第一夫人職責，此情況下則由總統的女性親眷代理非正式的第一夫人職務。第一夫人並無任何明文的憲制責任，亦無薪酬或津貼，但會與總統、甚至代替總統出席各種正式儀式。第一夫人轄下的第一夫人辦公室主要負責白宮的社交及禮儀活動，其編制上包括白宮社交秘書、幕僚長、新聞秘書、白宮首席花藝設計師以及白宮行政總廚等職員，屬美國總統行政辦公室的一部分。
美國歷史上至今共有48位及49任第一夫人，另有9人曾經擔任不被白宮正式承認的非正式第一夫人職務。首任第一夫人是喬治·華盛頓的妻子馬莎·華盛頓。弗朗西斯·克利夫蘭和梅拉尼娅·特朗普因其丈夫曾經分別擔任第22任及第24任、第45任及第47任美國總統，故亦兩次擔任第一夫人。前總統約翰·泰勒及伍德羅·威爾遜在任時均因妻子去世而再娶，故有兩任第一夫人。另外，有4位第一夫人實際上在其夫就職時經已去世，但仍被白宮追認為第一夫人。詹姆斯·布坎南为唯一未婚的美国总统，其在任時的第一夫人、其外甥女哈麗特·萊恩是唯一一位被正式承認而又非總統妻子的第一夫人。
現時仍有4位前第一夫人在世，包括希拉里·克林顿、劳拉·布什、米歇爾·奧巴馬及吉尔·拜登。2025年1月20日，梅拉尼娅·特朗普隨著其夫唐納·川普上任第47任美國總統而成為第49任第一夫人。
2007年，美國鑄幣局設立第一夫人計劃，在發佈總統1美元硬幣的同時，發行半盎司重的第一夫人金幣，在正面雕刻有第一夫人的肖像。若總統任內沒有配偶，則規劃刻有自由女神像。另外，在任時沒有配偶的切斯特·艾倫·阿瑟在計劃中則改為雕刻女權主義領袖艾麗斯·保羅的肖像。

## 第一夫人列表
| 任次 | 第一夫人                        | 圖片 | 總統                      | 出生日期        | 結婚日期        | 任期 開始日期   | 任期 結束日期   | 逝世日期 （年齡）        | 來源          |
| ---- | ------------------------------- | ---- | ------------------------- | --------------- | --------------- | --------------- | --------------- | ------------------------ | ------------- |
| 1    | 馬莎·丹德里奇·卡斯蒂斯·華盛頓   |      | 乔治·华盛顿               | 1731年 6月2日   | 1759年 1月6日   | 1789年 4月30日  | 1797年 3月4日   | 1802年 5月22日 （70歲）  | [ 5 ] [ 6 ]   |
| 2    | 艾碧該·史密斯·亞當斯            |      | 约翰·亚当斯               | 1744年 11月11日 | 1764年 10月25日 | 1797年 3月4日   | 1801年 3月4日   | 1818年 10月28日 （73歲） | [ 7 ] [ 8 ]   |
| 3 †  | 瑪莎·懷爾斯·斯克爾頓·傑佛遜     |      | 托馬斯·傑佛遜             | 1748年 10月30日 | 1772年 1月1日   | —               | —               | 1782年 9月6日 （33歲）   | [ 9 ] [ 10 ]  |
| ‡    | 瑪莎·傑佛遜·藍道夫              |      | 托馬斯·傑佛遜 （父親）    | 1772年 9月27日  | —               | 1801年 3月4日   | 1809年 3月4日   | 1836年 10月10日 （64歲） | [ 9 ] [ 10 ]  |
| 4    | 多莉·佩恩·托德·麥迪遜           |      | 詹姆士·麥迪遜             | 1768年 5月20日  | 1794年 9月14日  | 1809年 3月4日   | 1817年 3月4日   | 1849年 7月12日 （81歲）  | [ 11 ] [ 12 ] |
| 5    | 伊麗莎白·科特賴特·門羅          |      | 詹姆斯·門羅               | 1768年 6月30日  | 1786年 2月16日  | 1817年 3月4日   | 1825年 3月4日   | 1830年 9月23日 （62歲）  | [ 13 ] [ 14 ] |
| 6    | 路易莎·嘉芙蓮·詹森·亞當斯       |      | 約翰·昆西·亞當斯          | 1775年 2月12日  | 1797年 7月26日  | 1825年 3月4日   | 1829年 3月4日   | 1852年 5月15日 （77歲）  | [ 15 ] [ 16 ] |
| 7 †  | 瑞秋·多內爾森·傑克遜            |      | 安德魯·傑克森             | 1767年 6月15日  | 1794年 1月7日   | —               | —               | 1828年 12月22日 （61歲） | [ 17 ] [ 18 ] |
| ‡    | 艾米莉·田纳西·多纳尔森          |      | 安德魯·傑克森 （姨父）    | 1807年 6月1日   | —               | 1829年 3月4日   | 1836年 12月19日 | 1836年 12月19日 （29歲） | [ 17 ] [ 18 ] |
| ‡    | 莎拉·約克·傑克森                |      | 安德魯·傑克森 （公公）    | 1803年 7月16日  | —               | 1834年 11月26日 | 1837年 3月4日   | 1887年 8月23日 （84歲）  | [ 17 ] [ 18 ] |
| 8 †  | 漢娜·霍斯·范布倫                |      | 馬丁·范布倫               | 1783年 3月8日   | 1807年 2月21日  | —               | —               | 1819年 2月5日 （35歲）   | [ 19 ] [ 20 ] |
| ‡    | 安傑莉卡·辛格頓·范布倫          |      | 馬丁·范布倫 （公公）      | 1818年 2月13日  | —               | 1839年 1月1日   | 1841年 3月4日   | 1877年 12月29日 （59歲） | [ 19 ] [ 20 ] |
| 9    | 安娜·塔海爾·辛姆斯·哈里遜       |      | 威廉·亨利·哈里森          | 1775年 7月25日  | 1795年 11月22日 | 1841年 3月4日   | 1841年 4月4日   | 1864年 2月25日 （88歲）  | [ 21 ] [ 22 ] |
| 10   | 萊蒂茨亞·克里斯汀·泰勒          |      | 約翰·泰勒                 | 1790年 11月12日 | 1813年 3月29日  | 1841年 4月4日   | 1842年 9月10日  | 1842年 9月10日 （51歲）  | [ 23 ] [ 24 ] |
| ‡    | 普麗西拉·庫珀·泰勒              |      | 約翰·泰勒 （公公）        | 1816年 6月14日  | —               | 1842年 9月10日  | 1844年 6月26日  | 1889年 12月29日 （73歲） | [ 23 ] [ 24 ] |
| 11   | 朱麗婭·加德納·泰勒              |      | 約翰·泰勒                 | 1820年 5月17日  | 1844年 6月26日  | 1844年 6月26日  | 1845年 3月4日   | 1889年 7月10日 （69歲）  | [ 25 ] [ 26 ] |
| 12   | 莎拉·查爾德瑞斯·波爾克          |      | 詹姆斯·諾克斯·波爾克      | 1803年 9月4日   | 1824年 1月1日   | 1845年 3月4日   | 1849年 3月4日   | 1891年 8月14日 （87歲）  | [ 27 ] [ 28 ] |
| 13   | 瑪格麗特·麥考爾·史密斯·泰勒     |      | 扎卡里·泰勒               | 1788年 9月21日  | 1810年 6月21日  | 1849年 3月4日   | 1850年 7月9日   | 1852年 8月14日 （63歲）  | [ 29 ] [ 30 ] |
| 14   | 艾碧該·鮑爾斯·菲爾莫爾          |      | 米勒德·菲爾莫爾           | 1798年 3月13日  | 1826年 2月5日   | 1850年 7月9日   | 1853年 3月4日   | 1853年 3月30日 （55歲）  | [ 31 ] [ 32 ] |
| 15   | 簡·明斯·阿普頓·皮爾斯           |      | 富兰克林·皮尔斯           | 1806年 3月12日  | 1834年 11月19日 | 1853年 3月4日   | 1857年 3月4日   | 1863年 12月2日 （57歲）  | [ 33 ] [ 34 ] |
| 16   | 哈麗特·萊恩                     |      | 詹姆斯·布坎南 （叔父）    | 1830年 5月9日   | —               | 1857年 3月4日   | 1861年 3月4日   | 1903年 7月3日 （73歲）   | [ 35 ] [ 36 ] |
| 17   | 瑪麗·陶德·林肯                  |      | 亚伯拉罕·林肯             | 1818年 12月13日 | 1842年 11月4日  | 1861年 3月4日   | 1865年 4月15日  | 1882年 7月16日 （63歲）  | [ 37 ] [ 38 ] |
| 18   | 伊丽莎·麦卡德尔·约翰逊          |      | 安德魯·詹森               | 1810年 10月4日  | 1827年 5月17日  | 1865年 4月15日  | 1869年 3月4日   | 1876年 1月15日 （65歲）  | [ 39 ] [ 40 ] |
| 19   | 茱莉婭·登特·格蘭特              |      | 尤利西斯· 辛普森·格蘭特   | 1826年 1月26日  | 1848年 8月22日  | 1869年 3月4日   | 1877年 3月4日   | 1902年 12月14日 （76歲） | [ 41 ] [ 42 ] |
| 20   | 露西·韋爾·韋伯·海斯             |      | 拉瑟福德· 伯查德·海斯     | 1831年 8月28日  | 1852年 12月30日 | 1877年 3月4日   | 1881年 3月4日   | 1889年 6月25日 （57歲）  | [ 43 ] [ 44 ] |
| 21   | 盧克麗霞·魯道夫·加菲爾德        |      | 詹姆斯·艾布拉姆· 加菲爾德 | 1832年 4月19日  | 1858年 11月11日 | 1881年 3月4日   | 1881年 9月19日  | 1918年 3月14日 （85歲）  | [ 45 ] [ 46 ] |
| 22 † | 愛倫·劉易斯·赫恩登·阿瑟         |      | 切斯特·艾伦·阿瑟          | 1837年 8月30日  | 1859年 10月25日 | —               | —               | 1880年 1月12日 （42歲）  | [ 47 ] [ 48 ] |
| ‡    | 瑪麗·阿瑟·麥克羅伊              |      | 切斯特·艾倫·阿瑟 （兄長） | 1841年 7月5日   | —               | 1881年 9月19日  | 1885年 3月4日   | 1917年 1月8日 （75歲）   | [ 47 ] [ 48 ] |
| ‡    | 蘿絲·伊麗莎白·克里夫蘭          |      | 格罗弗·克利夫兰 （兄長）  | 1846年 6月13日  | —               | 1885年 3月4日   | 1886年 6月2日   | 1918年 11月22日 （72歲） | [ 49 ] [ 50 ] |
| 23   | 弗朗西斯·富爾森·克里夫蘭        |      | 格罗弗·克利夫兰           | 1864年 7月21日  | 1886年 6月2日   | 1886年 6月2日   | 1889年 3月4日   | 1947年 10月29日 （83歲） | [ 49 ] [ 50 ] |
| 24   | 卡羅琳·拉維尼婭·斯科特·哈里森   |      | 本杰明·哈里森             | 1832年 10月1日  | 1853年 10月20日 | 1889年 3月4日   | 1892年 10月25日 | 1892年 10月25日 （60歲） | [ 51 ] [ 52 ] |
| ‡    | 瑪麗·哈里森·麥基                |      | 本杰明·哈里森 （父親）    | 1858年 4月3日   | —               | 1892年 10月25日 | 1893年 3月4日   | 1930年 10月28日 （72歲） | [ 51 ] [ 52 ] |
| 25   | 弗朗西斯·富爾森·克里夫蘭        |      | 格罗弗·克利夫兰           | 1864年 7月21日  | 1886年 6月2日   | 1893年 3月4日   | 1897年 3月4日   | 1947年 10月29日 （83歲） | [ 49 ] [ 50 ] |
| 26   | 艾達·薩克斯頓·麥金利            |      | 威廉·麥金利               | 1847年 6月8日   | 1871年 1月25日  | 1897年 3月4日   | 1901年 9月14日  | 1907年 5月26日 （59歲）  | [ 53 ] [ 54 ] |
| 27   | 伊蒂絲·克米特·卡勞·羅斯福       |      | 西奧多·羅斯福             | 1861年 8月6日   | 1886年 12月2日  | 1901年 9月14日  | 1909年 3月4日   | 1948年 9月30日 （87歲）  | [ 55 ] [ 56 ] |
| 28   | 海倫·赫倫·塔虎脫                |      | 威廉·霍華德·塔虎脱        | 1861年 6月2日   | 1886年 6月19日  | 1909年 3月4日   | 1913年 3月4日   | 1943年 5月22日 （81歲）  | [ 57 ] [ 58 ] |
| 29   | 愛倫·艾克森·威爾遜              |      | 伍德羅·威爾遜             | 1860年 5月15日  | 1885年 6月24日  | 1913年 3月4日   | 1914年 8月6日   | 1914年 8月6日 （54歲）   | [ 59 ] [ 60 ] |
| ‡    | 瑪格麗特·伍德羅·威爾遜          |      | 伍德羅·威爾遜 （父親）    | 1886年 4月16日  | —               | 1914年 8月6日   | 1915年 12月18日 | 1944年 2月12日 （57歲）  | [ 59 ] [ 60 ] |
| 30   | 伊迪斯·波琳·嘉爾特·威爾遜       |      | 伍德羅·威爾遜             | 1872年 10月15日 | 1915年 12月18日 | 1915年 12月18日 | 1921年 3月4日   | 1961年 12月28日 （89歲） | [ 61 ] [ 62 ] |
| 31   | 弗洛倫斯·克林·哈定              |      | 沃伦·盖玛利尔·哈定        | 1860年 8月15日  | 1891年 7月8日   | 1921年 3月4日   | 1923年 8月2日   | 1924年 11月21日 （64歲） | [ 63 ] [ 64 ] |
| 32   | 格雷絲·安娜·古德休·柯立芝       |      | 卡爾文·柯立芝             | 1879年 1月3日   | 1905年 10月4日  | 1923年 8月2日   | 1929年 3月4日   | 1957年 7月8日 （78歲）   | [ 65 ] [ 66 ] |
| 33   | 卢·亨利·胡佛                    |      | 赫伯特·胡佛               | 1874年 3月29日  | 1899年 2月10日  | 1929年 3月4日   | 1933年 3月4日   | 1944年 1月7日 （69歲）   | [ 67 ] [ 68 ] |
| 34   | 安娜·愛蓮娜·羅斯福              |      | 富蘭克林· 德拉諾·羅斯福   | 1884年 10月11日 | 1905年 3月17日  | 1933年 3月4日   | 1945年 4月12日  | 1962年 11月7日 （78歲）  | [ 69 ] [ 70 ] |
| 35   | 伊莉莎白·維吉尼亞·華萊士·杜魯門 |      | 哈里·S·杜鲁门             | 1885年 2月13日  | 1919年 6月28日  | 1945年 4月12日  | 1953年 1月20日  | 1982年 10月18日 （97歲） | [ 71 ] [ 72 ] |
| 36   | 瑪米·熱納瓦·杜德·艾森豪威爾     |      | 德怀特·艾森豪威尔         | 1896年 11月14日 | 1916年 7月1日   | 1953年 1月20日  | 1961年 1月20日  | 1979年 11月1日 （82歲）  | [ 73 ] [ 74 ] |
| 37   | 積琪蓮·李·鮑維爾·甘迺迪         |      | 約翰·甘迺迪               | 1929年 7月28日  | 1953年 9月12日  | 1961年 1月20日  | 1963年 11月22日 | 1994年 5月19日 （64歲）  | [ 75 ] [ 76 ] |
| 38   | 克勞迪婭·阿爾塔·泰勒·詹森       |      | 林登·詹森                 | 1912年 12月22日 | 1934年 11月17日 | 1963年 11月22日 | 1969年 1月20日  | 2007年 7月11日 （94歲）  | [ 77 ] [ 78 ] |
| 39   | 帕特·瑞安·尼克遜                |      | 理查·尼克森               | 1912年 3月16日  | 1940年 6月21日  | 1969年 1月20日  | 1974年 8月9日   | 1993年 6月22日 （81歲）  | [ 79 ] [ 80 ] |
| 40   | 伊莉莎白·安·布盧默·福特         |      | 杰拉尔德·福特             | 1918年 4月8日   | 1948年 10月15日 | 1974年 8月9日   | 1977年 1月20日  | 2011年 7月8日 （93歲）   | [ 81 ] [ 82 ] |
| 41   | 羅莎琳·史密斯·卡特              |      | 吉米·卡特                 | 1927年 8月18日  | 1946年 7月7日   | 1977年 1月20日  | 1981年 1月20日  | 2023年11月19日（96歲）   | [ 83 ] [ 84 ] |
| 42   | 南茜·戴維斯·雷根                |      | 隆納·雷根                 | 1921年 7月6日   | 1952年 3月4日   | 1981年 1月20日  | 1989年 1月20日  | 2016年 3月6日（94歲）    | [ 85 ] [ 86 ] |
| 43   | 芭芭拉·皮爾斯·布希              |      | 喬治·H·W·布希             | 1925年 6月8日   | 1945年 1月6日   | 1989年 1月20日  | 1993年 1月20日  | 2018年 4月17日 （92歲）  | [ 87 ] [ 88 ] |
| 44   | 希拉蕊·羅登·克林頓              |      | 比尔·克林顿               | 1947年 10月26日 | 1975年 10月11日 | 1993年 1月20日  | 2001年 1月20日  | 現齡 77歲                | [ 89 ] [ 90 ] |
| 45   | 蘿拉·威爾士·布希                |      | 喬治·沃克·布希            | 1946年 11月4日  | 1977年 11月5日  | 2001年 1月20日  | 2009年 1月20日  | 現齡 78歲                | [ 91 ] [ 92 ] |
| 46   | 蜜雪兒·歐巴馬                   |      | 巴拉克·歐巴馬             | 1964年 1月17日  | 1992年 10月3日  | 2009年 1月20日  | 2017年 1月20日  | 現齡 61歲                | [ 93 ] [ 94 ] |
| 47   | 梅拉尼娅·特朗普                 |      | 唐納·川普                 | 1970年 4月26日  | 2005年 1月22日  | 2017年 1月20日  | 2021年 1月20日  | 現齡 55歲                | [ 95 ] [ 96 ] |
| 48   | 吉尔·拜登                       |      | 乔·拜登                   | 1951年 6月3日   | 1977年 6月17日  | 2021年 1月20日  | 2025年 1月20日  | 現齡 74歲                | [ 97 ]        |
| 49   | 梅蘭妮亞·川普                   |      | 唐納·川普                 | 1970年 4月26日  | 2005年 1月22日  | 2025年 1月20日  | 現任            | 現齡 55歲                | [ 98 ] [ 99 ] |

## 外部連結
- 第一家庭 （页面存档备份，存于）——白宮官方網站
- 第一夫人生平 （页面存档备份，存于）——美國第一夫人圖書館
- 第一夫人國家歷史遺址 （页面存档备份，存于）